# Rot-Weiss Frankfurt
Rot-Weiss Frankfurt is een Duitse voetbalclub uit Frankfurt am Main.

## Geschiedenis

### Voorgangers
De club is het product van vele fusie. Op 11 november 1901 werd FV Amicitia 01 Bockenheim opgericht. Na fusie met Frankfurter FC 1902 werd de naam Frankfurter FV Amicitia und 1902. Op 26 augustus 1919 ontstond VfR 01 Frankfurt door een fusie met Bockenheimer FVgg Germania 1901. Deze laatste club was zelf al een fusie tussen FC Germania 1901 Bockenheim en Bockenheimer FVgg 01.
In 1926 nam de club dan voor het eerst de kleuren Rot-Weiß (rood-wit) in de naam op. Na een fusie met FC Helvetia 02 Frankfurt werd de naam SC Rot Weiß Frankfurt aangenomen. Een nieuwe fusie volgde in 1935 met Reichsbahn TuSG 1901 Frankfurt en de naam werd Reichsbahn TSV Rot-Weiß Frankfurt. Door de Tweede Wereldoorlog ging de club in 1944 en 1945 een speelverbond aan met VfL Rödelheim en speelde onder de naam KSG Rödelheim/Rot-Weiß Frankfurt. Na de oorlog werden alle organisaties in Duitsland, waaronder voetbalclubs ontbonden. De club werd heropgericht als SG Bockenheim. Op 13 januari 1946 werd de huidige naam SG Rot-Weiss Frankfurt aangenomen.

### Competitie
De club beleefde zijn grootste successen in de vooroorlogse periode. Het voetbal was in die tijd nog heel verdeeld, er bestond geen eenvormige competitie zoals nu. De club speelde in de Maincompetitie. Na een vierde plaats in het eerste seizoen werd de club het jaar erna derde achter de grote stadsrivalen Eintracht Frankfurt en FSV Frankfurt. Als nummer drie kwalificeerde de club zich wel voor de Zuid-Duitse eindronde, waar ze vijfde werden in de groepsfase. Na een zesde plaats werd de club in 1929/30 samen met FSV en Union Niederrad tweede en mocht opnieuw naar de eindronde waar ze echter opnieuw geen potten braken. Ook het volgende seizoen plaatste de club zich na een tweede plaats voor de eindronde en werd daar nu derde. De volgende twee seizoenen eindigde de club in de middenmoot.
In 1933 kwam de NSDAP aan de macht in Duitsland. Ze herstructureerden de competitie in heel Duitsland en voerden zestien Gauliga's in. Door een zevende plaats in de competitie kwalificeerde de club zich niet voor de Gauliga Südwest-Mainhessen. In 1938 promoveerde de club naar de Gauliga. Na twee mindere seizoenen werd de club in 1940/41 tweede achter Kickers Offenbach. Hierna werd de Gauliga opgesplitst en ging Frankfurt in de Gauliga Hessen-Nassau spelen. Deze was in twee reeksen verdeeld en na de groepswinst speelden ze tegen Kickers Offenbach voor de titel. Na een 0:0 thuis verloor de club de terugwedstrijd met 6:4. Na nog een derde plaats werd de club in 1943/44 slechts achtste.
Na de oorlog werd de samenwerking met de Reichbsbahn stopgezet. Aanvankelijk speelde de club als SG Bockenheim en op 13 januari 1946 werd de club heropgericht als SG Rot-Weiss Frankfurt. In 1947/48 speelde de club één seizoen in de Oberliga Süd, een van de hoogste klassen in Duitsland. In een thuiswedstrijd tegen 1. FC Nürnberg kwamen 20.000 toeschouwers kijken, een clubrecord dat nog steeds stand houdt. De club werd achttiende dat seizoen en degradeerde. Het werd het laatste seizoen voor de club in de hoogste afdeling.
De club verdween in de anonimiteit en speelde enkel in de lagere klassen. In 2007 promoveerde de club na elf jaar afwezigheid terug naar de Oberliga Hessen. Rot-Weiss verzekerde het behoud, maar door de invoering van de 3. Liga werd de Oberliga zelf een klasse gedegradeerd. In 2012 degradeerde de club weer. In 2015 keerde de club terug en werd zelfs vicekampioen. De club speelde de eindronde om promotie, maar moest het hier afleggen tegen FC Nöttingen. In 2018 degradeerde de club naar de Verbandsliga.

## Recente seizoenen
| Jaar      | Divisie                        | Plaats |
| --------- | ------------------------------ | ------ |
| 1999-2000 | Bezirksoberliga Frankfurt (VI) | 3rd    |
| 2000-01   | Bezirksoberliga Frankfurt      | 1st ↑  |
| 2001-02   | Landesliga Hessen-Süd (V)      | 2nd    |
| 2002-03   | Landesliga Hessen-Süd          | 12th   |
| 2003-04   | Landesliga Hessen-Süd          | 7th    |
| 2004-05   | Landesliga Hessen-Süd          | 4th    |
| 2005-06   | Landesliga Hessen-Süd          | 2nd    |
| 2006-07   | Landesliga Hessen-Süd          | 2nd ↑  |
| 2007-08   | Oberliga Hessen (IV)           | 15th   |
| 2008-09   | Hessenliga (V)                 | 10th   |
| 2009-10   | Hessenliga                     |        |